# OPREMA

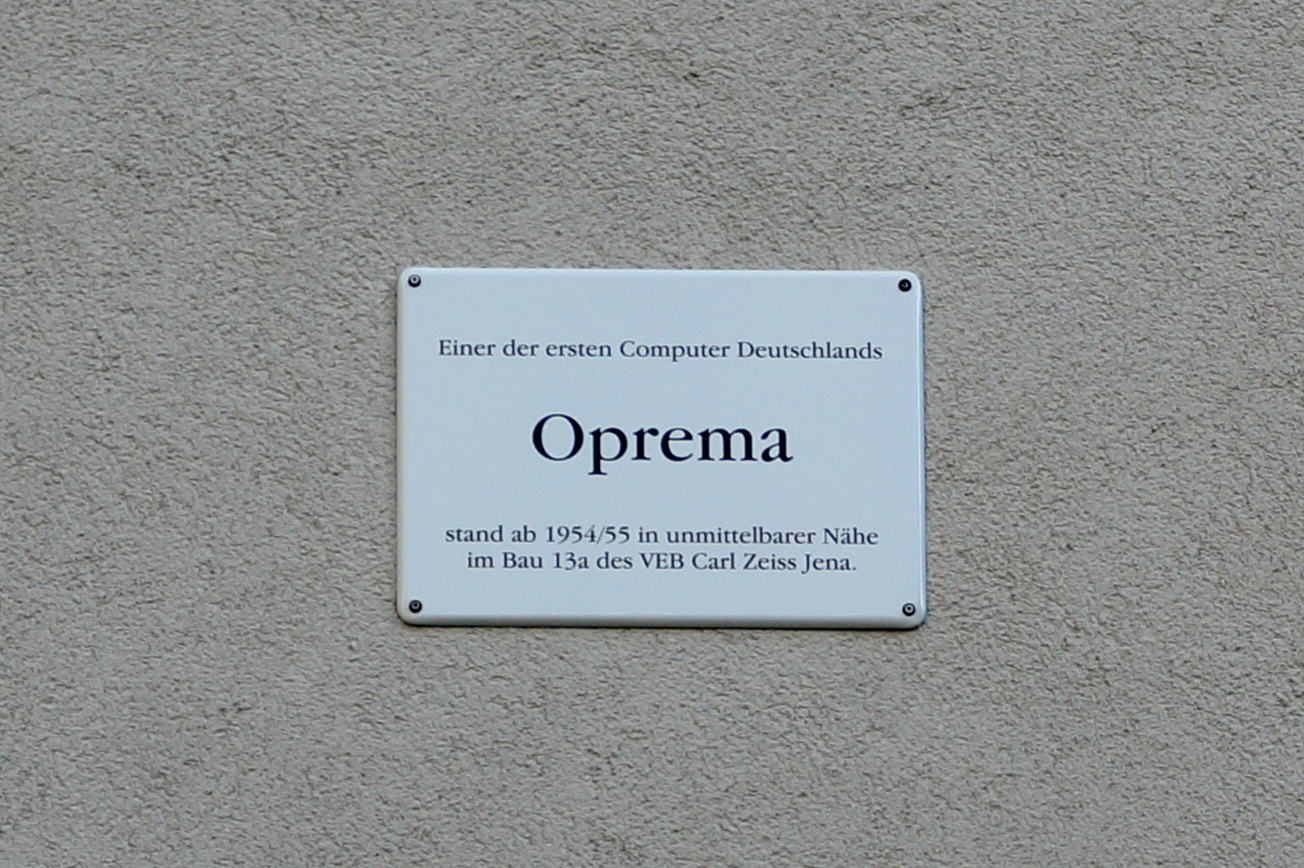
Gedenktafel in Jena

OPREMA war der erste arbeitsfähige, in der DDR gebaute Computer. Der Relaisrechner wurde 1955 fertiggestellt. Sein Name leitet sich von OPtik-REchen-MAschine her, ein Verweis auf den Einsatzzweck: Berechnungen für Linsensysteme. Die Anlage war bis Herbst 1963 in Betrieb und wurde dann verschrottet. 
Der Rechner wurde von einem Team unter der Leitung von Wilhelm Kämmerer und Herbert Kortum für die Firma Carl Zeiss in Jena ab etwa 1954 entwickelt. Die Dateneingabe erfolgte über Stecktafeln und die Ausgabe über einen Fernschreiber.
Bemerkenswert ist die Tatsache, dass die OPREMA zunächst aus zwei baugleichen Anlagen bestand, die jeden Arbeitsschritt redundant ausführten und die Ergebnisse miteinander verglichen. Zusammen verfügten die beiden Anlagen über 17.000 Relais. Nachdem sich im Testbetrieb gezeigt hatte, dass beide „Teilrechner“ zuverlässig arbeiteten, wurden die beiden Rechner getrennt, und man hatte zwei unabhängige Anlagen zur Verfügung.
Die Taktfrequenz betrug durchschnittlich 100 Hertz, was zu Rechenzeiten von 120 ms für eine Addition, 800 ms für eine Multiplikation oder Division und 1.200 ms für das Wurzelziehen führte.